# Alice Yamamura
Alice Yamamura (Santa Isabel do Ivaí, 3 de maio de 1954 – Curitiba, 29 de agosto de 2008) foi uma artista plástica e ceramista brasileira.
Nikkei nascida em Santa Isabel do Ivaí mas registrada em Paranavaí, Alice formou-se em pedagogia em Maringá e trabalhou como professora até passar em um concurso público para ser bancária. Aprendeu as técnicas da cerâmica através de cursos paralelos, já que não tinha formação acadêmica na área.
Ficou conhecida como "a artista dos corações" por causa dos temas de suas criações.